# Simoselaps
Simoselaps är ett släkte av ormar. Simoselaps ingår i familjen giftsnokar och underfamiljen havsormar.
Arterna är med en längd upp till 60 cm små ormar. De förekommer i Australien. Individerna lever i torra och sandiga landskap och gräver ofta i det översta jordlagret. Födan utgörs av skinkar och andra ödlor. Honor lägger ägg. Släktmedlemmarna har ofta tvärgående band i olika färg fördelade över kroppen. Ifall individerna har ett giftigt bett så anses det vara ofarligt för människor.
Enligt Catalogue of Life ingår 14 arter i släktet:
- Simoselaps anomalus
- Simoselaps bertholdi
- Simoselaps bimaculatus
- Simoselaps littoralis
- Simoselaps minimus

De följande flyttades enligt The Reptile Database till andra släkten:
- Simoselaps approximans
- Simoselaps australis
- Simoselaps calonotus
- Simoselaps fasciolatus
- Simoselaps incinctus
- Simoselaps morrisi
- Simoselaps roperi
- Simoselaps semifasciatus
- Simoselaps warro